# Honda Civic (6. generation)
Honda Civic er en lille mellemklassebil fra Honda. Sjette generation blev bygget mellem oktober 1995 og marts 2001.
Femdørsudgaven fik et facelift i april 1998, samtidig med at stationcaren Aerodeck kom på markedet. I marts 1999 fik tre- og firedørsudgaverne ligeledes et omfattende facelift.

## Karrosserivarianter
Sjette generation af Civic fandtes i flere forskellige karrosserivarianter: Coupé, hatchback (tre- og femdørs), sedan (firedørs) og stationcar (femdørs). De enkelte versioner blev bygget på flere forskellige fabrikker. Coupéen blev bygget i USA, tre- og firedørs i Japan og Swindon, samt femdørs og stationcar i Swindon (England).
Den femdørs hatchbacks lighed med Rover 200- og 400-serien var begrundet af samarbejdet mellem Honda og Rover under udviklingen af bilerne.

## Motorer
Der kunne vælges mellem et bredt udvalg af benzinmotorer. Indstigningsmodellen havde en 1,4-litersmotor med 55 kW (75 hk). Topmotoren var i coupé, hatchback og sedan en 1,6-litersmotor med 118 kW (160 hk), mens den i femdørs samt Aerodeck (stationcar) var en 1,8-litersmotor med 124 kW (169 hk). Alle motorer var firecylindrede rækkemotorer.
Femdørs og Aerodeck kunne derudover også fås med en 2,0-liters dieselmotor fra Rover med turbolader og intercooler.
Den fra 1997 udelukkende i Japan solgte Type R var udstyret med en 1,6-litersmotor med 136 kW (185 hk).

## Gearkasser
Næsten alle versioner kunne leveres med enten femtrins manuel gearkasse eller automatgear.
1,6i ES (EK1)-modellen kunne udelukkende fås med trinløs CVT-gearkasse.

## Facelift (tre- og firedørs)
Gennemførte ændringer:
- Front- og bagkofanger
- Motorhjelm inkl. sprinklerdyser
- Kølergrill
- For- og baglygter
- Forsæder og nakkestøtter
- Indtræk
- Bremsesystem
- Diverse indvendig beklædning

I marts 1999 gennemgik Civic et facelift. De modificerede baglygter var nu tofarvede, og de orangefarvede blinklysglas blev afløst af et til baklygteglasset tilpasset hvidt glas. Derudover blev de forreste blinklysglas tilpasset glasoptikken fra resten af forlygten. Ændringerne på kofangerne var derimod synlige, da de førhen i kofangeren integrerede rammebeskyttelsesindlæg bortfaldt. Iøjnefaldende var også en yderligere modifikation af frontskørterne: under forlygterne kunne der på det dertil beregnede sted monteres et sæt tågeforlygter (tilbehør). I modsætning til modellen frem til 1999 var grillen med Honda-emblem større.

## Coupé
Modellerne 1.6 Si og 1.6 SiR fandtes kun med femtrins manuel gearkasse, mens modellerne 1.6i LS og 1.6i SRi fandtes med både femtrins manuel gearkasse og firetrins automatgear.
| Model     | Modelkode | Byggeår     | Slagvolume cm³ | Effekt kW (hk) | Motorkode | VTEC   |
| --------- | --------- | ----------- | -------------- | -------------- | --------- | ------ |
| 1.6i LS   | EJ6       | 1996 − 2001 | 1590           | 77 (105)       | D16Y7     | Nej    |
| 1.6 HX    | EJ7       | 1996 − 2001 | 1590           | 85 (115)       | D16Y5     | VTEC-E |
| 1.6i SRi  | EJ8       | 1996 − 2001 | 1590           | 92 (125)       | D16Y8     | Ja     |
| 1.6 Si(R) | EM1       | 1999 − 2001 | 1595           | 118 (160)      | B16A2     | Ja     |

## Tredørs
Modellerne 1.4i og 1.6 VTi fandtes kun med femtrins manuel gearkasse, mens modellerne 1.4i S, 1.5i og 1.5i LS fandtes med både femtrins manuel gearkasse og firetrins automatgear. Fra årgang 2000 og frem fandtes 1.5i LS kun med femtrins manuel gearkasse. Modellerne 1.6i S og 1.6i ES fandtes udelukkende med trinløs CVT-gearkasse.
| Model   | Modelkode | Byggeår     | Slagvolume cm³ | Effekt kW (hk) | Motorkode | VTEC   | Udstødningsnorm |
| ------- | --------- | ----------- | -------------- | -------------- | --------- | ------ | --------------- |
| 1.3     | EK2       | 1996 − 2000 | 1343           | 67 (91)        | D13B      |        |                 |
| 1.4i    | EJ9       | 1996 − 1998 | 1396           | 55 (75)        | D14A3     | Nej    | Euro2           |
| 1.4i    | EJ9       | 1999 − 2000 | 1396           | 55 (75)        | D14Z1     | Nej    | D3 eller Euro3  |
| 1.4i S  | EJ9       | 1996 − 1998 | 1396           | 66 (90)        | D14A4     | Nej    | Euro2           |
| 1.4i S  | EJ9       | 1999 − 2000 | 1396           | 66 (90)        | D14Z2     | Nej    | D3 eller Euro3  |
| 1.5i LS | EK3       | 1996 − 2000 | 1493           | 84 (114)       | D15Z6     | VTEC-E | Euro2           |
| 1.6i ES | EK1       | 1996 − 2000 | 1590           | 84 (114)       | D16Y5     | VTEC-E | Euro2           |
| 1.6 VTi | EK4       | 1996 − 2000 | 1595           | 118 (160)      | B16A2     | Ja     | Euro2           |
| Type R2 | EK9       | 1997 − 2000 | 1595           | 136 (185)      | B16B      | Ja     |                 |

2 Kun for Japan

## Firedørs
| Model              | Modelkode | Byggeår     | Slagvolume cm³ | Effekt kW (hk) | Motorkode | VTEC   |
| ------------------ | --------- | ----------- | -------------- | -------------- | --------- | ------ |
| 1.4i               | EJ9       | 1996 − 2001 | 1396           | 55 (75)        | D14A4     | Nej    |
| 1.4i S             | EJ9       | 1996 − 2001 | 1396           | 66 (90)        | D14A8     | Nej    |
| 1.5i LS            | EK3       | 1996 − 2000 | 1493           | 84 (114)       | D15Z6     | VTEC-E |
| 1.6 Lev (II) (4WD) | EK8       | 1996 − 2000 | 1595           | 77 (105)       | D16A      |        |
| 1.6 GX             | EN1       | 1996 − 2000 | 1595           | 81 (110)       | D16B5     |        |
| 1.6 RTi (4WD)      | EK5       | 1996 − 2000 | 1595           | 88 (120)       | D16A      |        |
| 1.6 VTi            | EK4       | 1996 − 2000 | 1595           | 118 (160)      | B16A2     | Ja     |

## Femdørs
| Model   | Modelkode | Byggeår     | Slagvolume cm³ | Effekt kW (hk) | Motorkode     | VTEC   |
| ------- | --------- | ----------- | -------------- | -------------- | ------------- | ------ |
| 1.4i    | MA8       | 1995 − 1997 | 1396           | 55 (75)        | D14A3         | Nej    |
| 1.4i    | MB2       | 1997 − 2001 | 1396           | 55 (75)        | D14A7         | Nej    |
| 1.4i S  | MA8       | 1995 − 1997 | 1396           | 66 (90)        | D14A2         | Nej    |
| 1.4i S  | MB2       | 1997 − 2001 | 1396           | 66 (90)        | D14A8         | Nej    |
| 1.5i    | MA9       | 1995 − 1997 | 1493           | 66 (90)        | D15Z1         | VTEC-E |
| 1.5i    | MB3       | 1997 − 2001 | 1493           | 85 (115)       | D15Z8         | VTEC-E |
| 1.6i LS | MB1       | 1995 − 1997 | 1590           | 83 (113)       | D16Y3         | Nej    |
| 1.6i LS | MB4       | 1997 − 2001 | 1590           | 85 (115)       | D16B2         | Nej    |
| 1.6i SR | MB1       | 1995 − 1997 | 1590           | 93 (126)       | D16Z9 / D16Y2 | Ja     |
| 1.8 VTi | MB6       | 1997 − 2001 | 1797           | 124 (169)      | B18C4         | Ja     |
| 2.0i TD | MB7       | 1997 − 2001 | 1994           | 63 (86)        | 20T2R1        | Nej    |

1 Motor fra Rover

## Aerodeck
Aerodeck-versionen af Civic kom på markedet i april 1998 og var baseret på femdørsmodellens platform. Aerodeck var udviklet til det europæiske marked og var designet i Hondas designcentre i Offenbach am Main og Swindon, hvor den også blev bygget.
Alle motorversioner kunne kombineres med femtrins manuel gearkasse, mens 1.4i S også kunne leveres med firetrins automatgear. Modellen 1.6i LS kunne i 1998 udelukkende fås med firetrins automatgear, men fra 1999 også med femtrins manuel gearkasse.
I modsætning til femdørsudgaven var nogle karrosseridele på Aerodeck forstærkede for at gøre bilen mere stiv. Det gjaldt blandt andet undervognsdelene og de centrale tunnel- og rammedele samt A-søjlen.
Bagagerummet i Civic Aerodeck kunne rumme 415 liter eller med fremklappet bagsæde 835 liter (efter VDA-normen op til rudernes underkant). Ved læsning op til tagets underkant var rumindholdet 1312 liter. Bagsædet kunne klappes frem i forholdet 60:40 og dannede ved fremklapning en helt flad lasteflade med en længde på over 1,6 m.
Den maksimale anhængervægt uden bremser androg 500 kg uanset gearkassetype, mens den med bremser lå på 1200 kg (manuelt gear) hhv. 1000 kg (automatgear). Nyttelasten lå alt efter version og gearkasse på 400, 420 eller 430 kg.

### Udstyr
Fører- og passagerairbags, ABS, selestrammere samt nakkestøtter på for- og bagsæder og sidekollisionsbeskyttelse hørte til det standardmonterede sikkerhedsudstyr i Aerodeck.
Det standardmonterede komfortudstyr omfattede bl.a. servostyring, centrallåsesystem, farvet vinduesglas og højdejusterbart førersæde. Med undtagelse af 1.4i havde samtlige versioner el-justerbare sidespejle.
Som ekstraudstyr kunne modellerne 1.5i LS og 1.6i LS fås med elektrisk glasskydetag og belyst tændingslås. Til modellerne 1.4i SR og 1.6i SR kunne kunden bestille lakerede sidespejle og dørhåndtag samt alufælge. Topmodellen 1.8 VTi var blandt andet udstyret med alarmanlæg, RDS-radio med kassettebåndoptager, tågeforlygter og spærredifferentiale.
| Model     | Modelkode | Byggeår     | Slagvolume cm³ | Effekt kW (hk) | Motorkode | VTEC   |
| --------- | --------- | ----------- | -------------- | -------------- | --------- | ------ |
| 1.4i      | MB8       | 1998        | 1396           | 55 (75)        | D14A7     | Nej    |
| 1.4i      | MB8       | 1999        | 1396           | 55 (75)        | D14Z3     | Nej    |
| 1.4i S    | MB8       | 1998        | 1396           | 66 (90)        | D14A8     | Nej    |
| 1.4i S    | MB8       | 1999        | 1396           | 66 (90)        | D14Z4     | Nej    |
| 1.5i      | MB9       | 1998 − 1999 | 1493           | 84 (114)       | D15Z8     | VTEC-E |
| 1.5i LS   | MB9       | 1998        | 1493           | 84 (114)       | D15Z8     | VTEC-E |
| 1.6i LS   | MC1       | 1998 − 2000 | 1590           | 85 (115)       | D16B2     | Nej    |
| 1.6i LS   | MC1       | 1999 − 2000 | 1590           | 85 (115)       | D16W3     | Nej    |
| 1.6i SR   | MC1       | 1998 − 2000 | 1590           | 85 (115)       | D16B2     | Nej    |
| 1.6i SR   | MC1       | 1999 − 2000 | 1590           | 85 (115)       | D16W3     | Nej    |
| 1.6i SR   | MC1       | 1999 − 2000 | 1590           | 93 (126)       | D16W4     | Ja     |
| 1.8 VTi   | MC2       | 1998 − 1999 | 1797           | 124 (169)      | B18C4     | Ja     |
| 2.0i TD   | MC3       | 1998        | 1994           | 63 (86)        | 20T2R     | Nej    |
| 2.0i TDI  | MC3       | 1999 − 2000 | 1994           | 77 (105)       | 20T2N     | Nej    |
| 2.0i TDS  | MC3       | 1998        | 1994           | 77 (105)       | 20T2N     | Nej    |
| 2.0i TDLS | MC3       | 1999 − 2000 | 1994           | 77 (105)       | 20T2N     | Nej    |